# ديد أور ألايف 5 لاست روند
ديد أور ألايف 5 لاست روند لعبة القتال 2015 تمّ تطويرها من قبل تيم نينجا و نشرتها تيكمو كوي في بلاي ستيشن 3، بلاي ستيشن 4، اكس بوكس 360، اكس بوكس وان، مايكروسوفت ويندوز والممرات. هذا هو ثالث تحديث نسخة 2012 ديد أور ألايف 5 في أعقاب2013 ديت أور ألايف 5 بلاس و ألايف أور ديد 5 في نهاية المطاف.

## وصلات خارجية
- ديد أور ألايف 5 لاست روند على موقع IMDb (الإنجليزية)

- الموقع الرسمي
- الموقع الرسمي
 (باليابانية)